# Calvi (Corsica)
Calvi is een gemeente in het Franse departement Haute-Corse (regio Corsica). Calvi telde op 1 januari 2022 5.720 inwoners, die Calvais worden genoemd. De plaats maakt deel uit van het arrondissement Calvi.
Zoals meerdere plaatsen op Corsica is ook Calvi verdeeld in een beneden- en bovenstad. De bovenstad met zijn citadel bevindt zich in de noordoosthoek van de stad. Recenter heeft de stad zich verder uitgebreid naar het zuiden en het oosten. Op de achtergrond is de Monte Cinto (ruim 2700 meter) zichtbaar die delen van het jaar met sneeuw is bedekt. Een plaquette op een ruïne-bouwval vertelt dat Calvi de geboorteplaats zou zijn van Columbus. In het centrum van de citadel loopt een trap naar de voormalige kathedraal van Calvi gewijd aan Johannes de Doper. Gewinkeld wordt er op de Rue de Clemenceau en terrasjes vindt men op de kade. Aan het eind van de haven staat de Tour du Sel. Bezienswaardig is ook de Golf van Porto verderop met zijn Calanques (geërodeerde rode granietrotsen).

## Economie
De economie van het huidige Calvi drijft op het zomertoerisme. Het stadje is goed ontsloten voor toeristen door de 'internationale' luchthaven Ste-Catherine (IATA: CLY) en de haven Xavier Colonna. De stad heeft een lang strand (La Pinède), een jachthaven en een commerciële haven.
De stad vormt de hoofdstad van de Balagne die ook wel de tuin van Corsica wordt genoemd. Op een strook van 25 kilometer groeien op een vruchtbare lap grond kwalitatief goede olijven en wordt op grote schaal fruit geteeld.
Calvi is een garnizoensplaats. Het tweede regiment parachutisten van het Vreemdelingenlegioen is er gelegerd sinds 1967. Hun basis is Camp Rafalli op 2,5 kilometer van het centrum van Calvi.

## Geschiedenis
De eerste bewoning dateert van ongeveer 5000 v.C. In de Romeinse tijd was Calvi een van de belangrijkste havens van het eiland; Claudius Ptolemaeus noemde haar de bekendste haven van het eiland.
In de tweede helft van de 13e eeuw werd de bovenstad gebouwd. In de 15e eeuw versterkten de Genuezen de hoge stad met een citadel om een eventuele Pisaanse aanval te kunnen afslaan. Tot laat in de 18e eeuw bleef de stad trouw aan Genua. In 1793 werd Calvi belegerd door Pasquale Paoli bijgestaan door een Engelse vloot onder leiding van Horatio Nelson. Zij konden Calvi niet innemen maar iets later kwam de stad toch onder Brits bewind. Na twee jaar kwam Calvi onder Frans bestuur. De citadel van Calvi bleef in gebruik en deed nog dienst tijdens de Tweede Wereldoorlog. Vanuit Calvi werd Operatie Dragoon voorbereid, de ontscheping van geallieerden in de Provence in 1944.

## Geografie
De oppervlakte van Calvi bedroeg op 1 januari 2022 31,2 vierkante kilometer; de bevolkingsdichtheid was toen 183,3 inwoners per km².
De stad ligt aan de noordwestkust van het eiland Corsica, op ongeveer 95 km van Bastia. De zomers zijn er erg droog.
De Golf van Calvi loopt van het Punta Caldanu in het oosten tot het Punta San Francescu in het westen. In deze golf ligt een strand en de haven van Calvi. Ten westen daarvan ligt de Golf van Revellata, tussen het Punta San Francescu en het schiereiland van Revellata.
De Figarella, een rivier van 24 km, stroomt door de gemeente en mondt er uit in de Golf van Calvi.
De onderstaande kaart toont de ligging van Calvi met de belangrijkste infrastructuur en aangrenzende gemeenten.

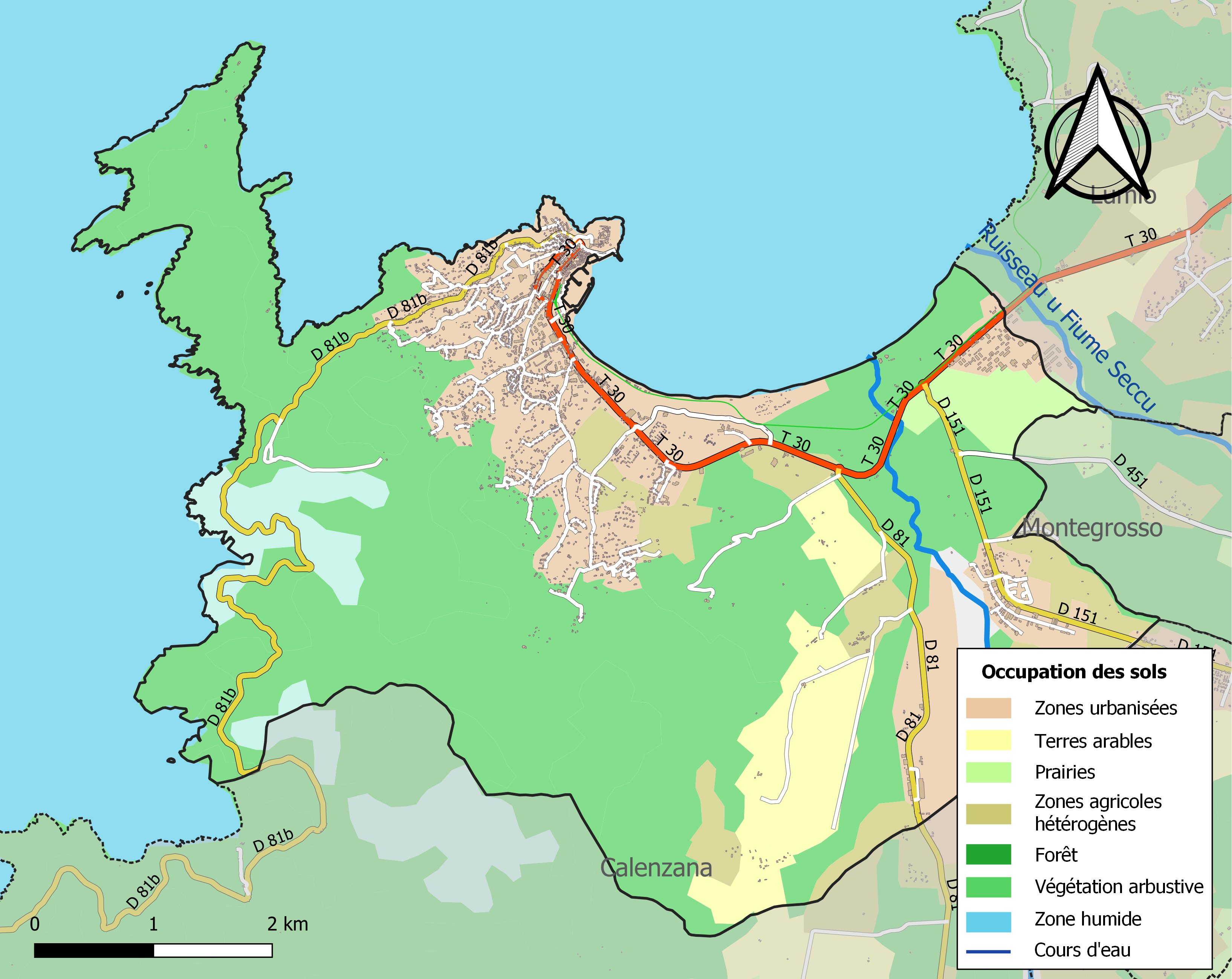

## Demografie
Onderstaande figuur toont het verloop van het inwonertal.
Vanwege een beveiligingsprobleem met de MediaWiki Graph-software is het momenteel niet mogelijk deze grafiek weer te geven. Zodra de software is bijgewerkt zal de grafiek vanzelf weer zichtbaar worden.

## Afbeeldingen

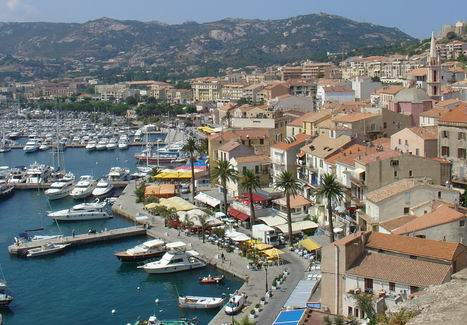
Calvi
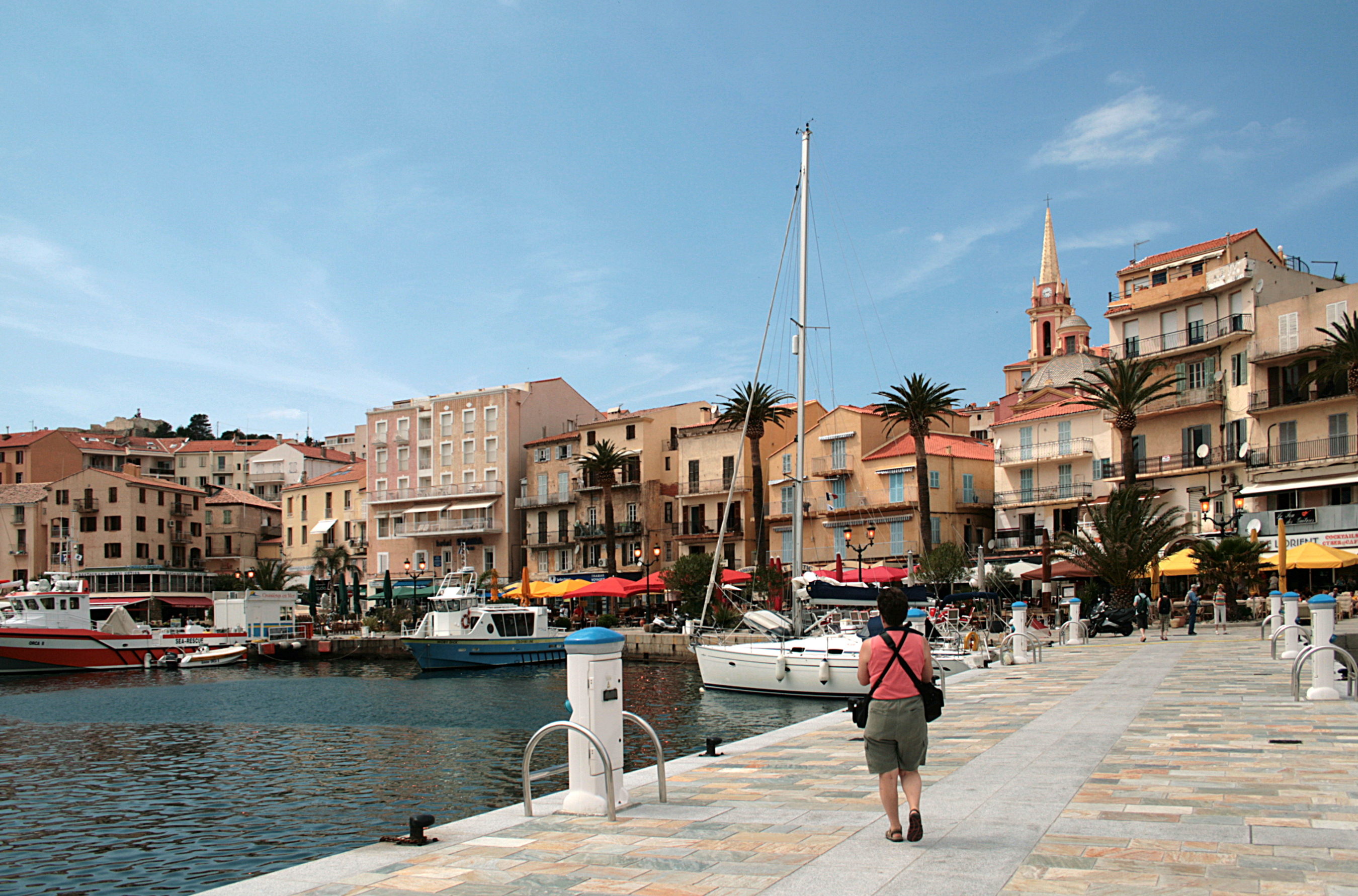
Haven van Calvi
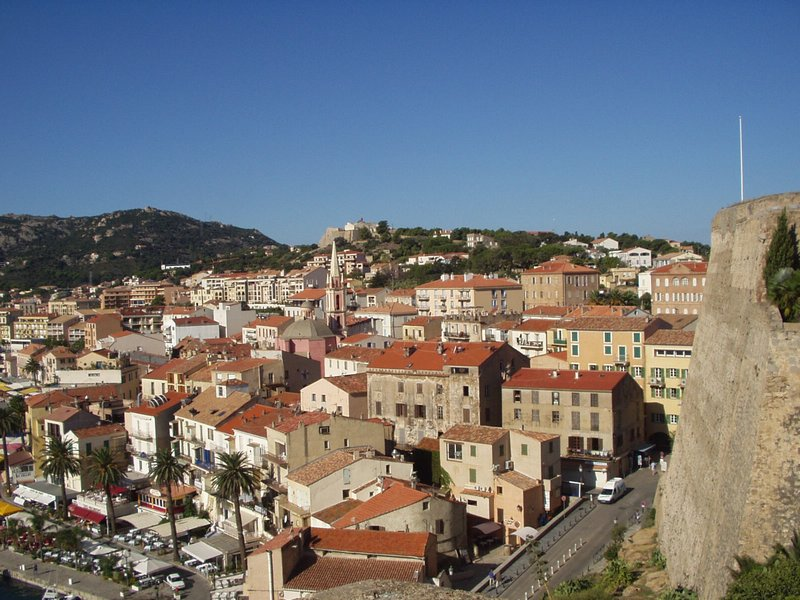
Calvi vanaf de Citadel gezien
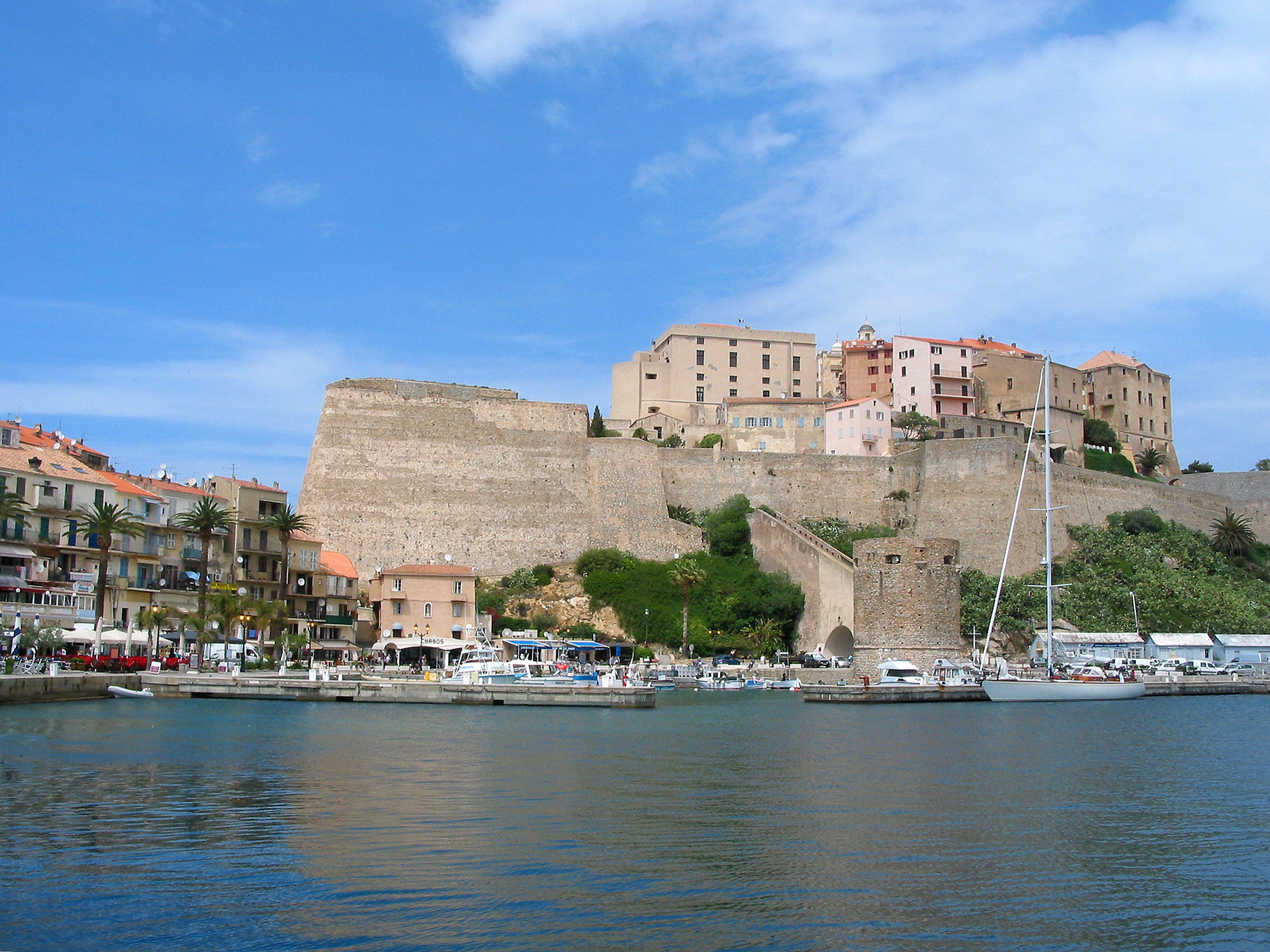
Citadel vanaf het water gezien
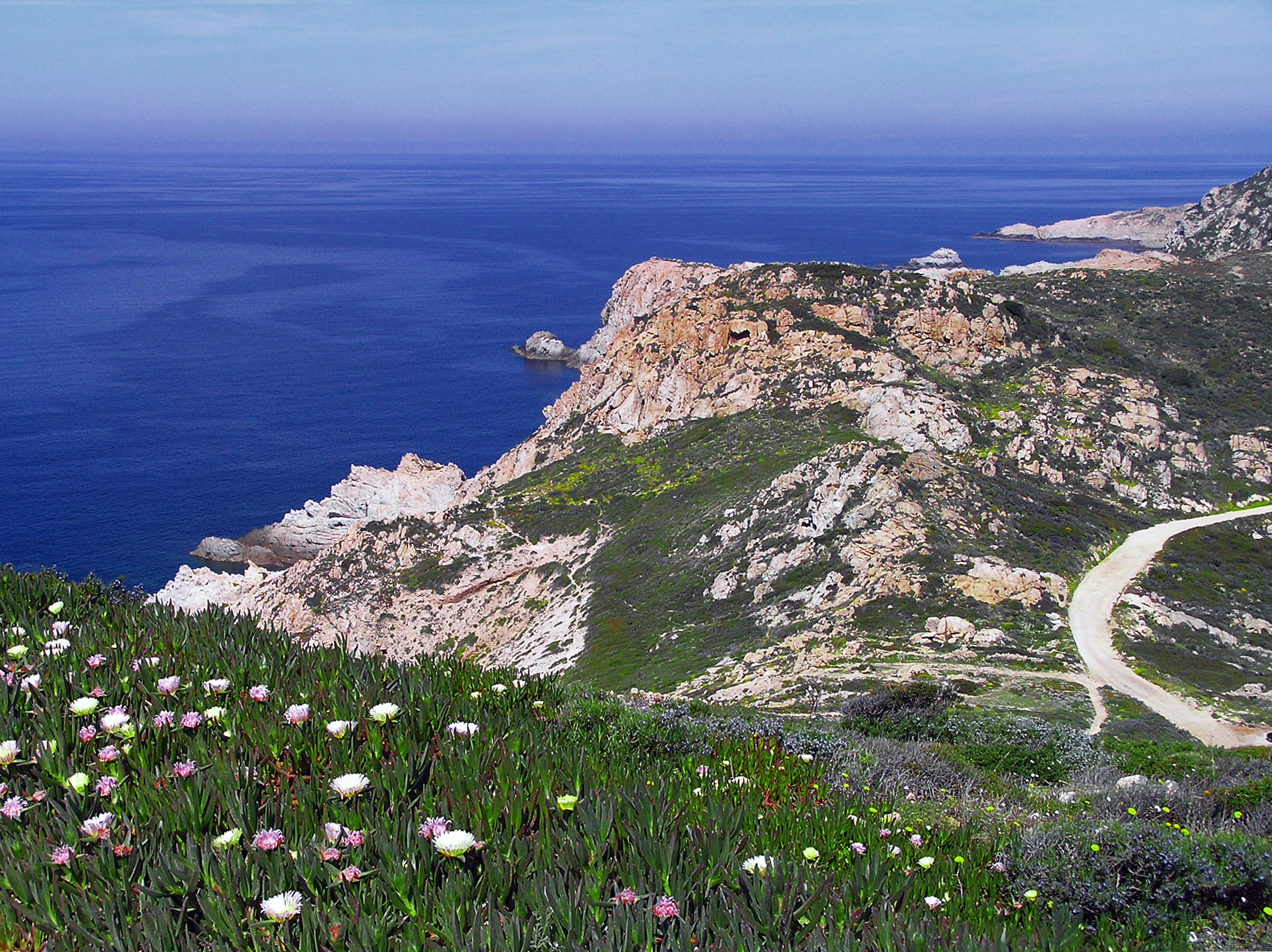
Schiereiland van Revellata

## Sport
Calvi was één keer etappeplaats in de wielerkoers Ronde van Frankrijk. In 2013 won de Australiër Simon Gerrans er de etappe.